# Affaire Élias
Élias B., adolescent français de 14 ans, est tué dans le 14e arrondissement de Paris le 24 janvier 2025. Il succombe à ses blessures le lendemain à l’hôpital.
Deux mineurs de 16 et 17 ans sont mis en examen le 27 janvier 2025 pour « extorsion avec violences ayant entraîné la mort ». L’arme utilisée lors de l’attaque a été identifiée comme une machette, et non un simple couteau, selon les avocats de la mère de la victime.
Cette affaire bénéficie d’une couverture médiatique nationale importante et relance le débat sur la violence des mineurs et la justice des jeunes en France.

## Faits

### Présentation d'Elias
Élias, âgé de 14 ans, était un adolescent scolarisé au collège Montaigne à Paris. Passionné de football, il s'entraînait régulièrement au stade Jules-Noël, situé dans le 14ᵉ arrondissement.

### Déroulement de l'agression
Le vendredi 24 janvier 2025, vers 20h, Élias sort de son entraînement de football au stade Jules-Noël lorsqu'il est abordé par deux mineurs âgés de 16 et 17 ans. Ces derniers lui demandent de leur remettre son téléphone portable. L'un des agresseurs a porté un coup de machette au thorax d'Elias. L'adolescent a été transporté d'urgence à l'hôpital Necker, où il est décédé le lendemain, samedi 25 janvier 2025.

### Réaction des témoins et secours
Un ami Élias, témoin de l'agression, alerte immédiatement les secours et prodigue les premiers gestes de réanimation en attendant leur arrivée. Grâce à son intervention, les agresseurs ont pu être identifiés rapidement.

### Suite judiciaire immédiate
Les deux suspects sont placés en garde à vue le jour même de l'agression. Le 27 janvier 2025, ils ont été mis en examen pour « extorsion avec violences ayant entraîné la mort » et placés en détention provisoire. Lors de leur garde à vue, l'un des suspects a reconnu avoir porté le coup fatal à Elias avec une machette de 40 cm, surnommée « sa zombie », qu'il avait achetée sur Internet quelques mois auparavant.

## Enquête
Une enquête est ouverte par le parquet de Paris le 25 janvier 2025, dans le cadre d’une information judiciaire pour homicide volontaire ; elle a été requalifiée en « extorsion avec violences ayant entraîné la mort » à l’encontre d’Elias B..
Les deux mineurs, âgés de 16 et 17 ans et déjà connus des services de justice, sont placés en garde à vue le jour même de l’agression, puis mis en examen et incarcérés le 27 janvier 2025,.
Au cours de leur garde à vue, l’un des suspects reconnaît avoir porté le coup fatal avec une machette, alors que le parquet a d'abord évoqué un couteau.
Les auditions de témoins et l’analyse des preuves matérielles sont toujours en cours par les services de la police judiciaire parisienne.

## Réactions

### Réactions médiatiques et familiales
La mère d'Élias, Stéphanie, prend la parole pour la première fois le 10 juin sur BFMTV‑RMC, déclarant que l’attaque avait été menée avec « une volonté de donner la mort ». Elle a également indiqué que ni elle ni sa famille n’étaient « en colère ni rongés par la haine », mais qu’elles « attendent des réponses ».
Le 25 mai, jour de la fête des mères, elle publie une lettre ouverte dans Le Figaro, intitulée « Qui s’est moqué d’Elias ? », dans laquelle elle critique le manque de réaction des pouvoirs publics et des médias face à la violence juvénile. L’un de ses avocats a précisé que les agresseurs avaient agi avec « une machette type “Zombie killer” ».
Le 10 juin 2025, la mère d'Élias qualifie Carine Petit, Maire du 14e arrondissement de Paris, "de femme inconséquente et inadaptée".

### Réactions politiques
Plusieurs personnalités politiques ont exprimé leur émotion et relancé le débat sur la justice des mineurs. Le ministre de l’Intérieur, Bruno Retailleau, estime sur France 2 que « la justice des mineurs est un fiasco ». Gérald Darmanin, ministre de la Justice, souhaite « durcir la justice des mineurs et accélérer les sanctions ».
Le premier ministre François Bayrou a dénoncé sur les réseaux sociaux « la violence adolescente » et un « sentiment d’impunité ». Valérie Pécresse, présidente de la région Île‑de‑France, a appelé à un « choc d’autorité ».
Parmi les voix de l'opposition, Éric Ciotti (UDR) a estimé qu’un « crime barbare exige que l’on abandonne la culture de l’excuse », tandis que Sarah Knafo (REC) a jugé que « quelqu’un qui tue comme un adulte doit être jugé comme un adulte ».

### Appel à la réforme de la justice des mineurs
Les parents d'Élias s'expriment en février auprès de RTL, saluant une proposition de loi visant à « restaurer l’autorité de la justice à l’égard des mineurs délinquants ».
De son côté, le préfet de police Laurent Nuñez évoque « une montée en puissance insupportable de la violence des mineurs » et plaidé pour un renforcement de l’autorité parentale.